# Xorides jakovlevi
Xorides jakovlevi är en stekelart som först beskrevs av Kokujev 1903.  Xorides jakovlevi ingår i släktet Xorides och familjen brokparasitsteklar. Inga underarter finns listade i Catalogue of Life.